# Benoît Potier
Benoît Potier, född 3 september 1957 i Mulhouse, är en fransk affärsman. Han var VD för det franska multinationella industrigasföretaget Air Liquide mellan 2006 och 2022. Han är för närvarande[när?] styrelseordförande för Air Liquide.

## Utbildning
Benoit Potier avlade examen som ingenjör från École Centrale Paris 1979. Potier gick också på Wharton International Forums exekutiva utbildningsprogram och INSEAD Advanced Management-programmet.

## Karriär
Benoît Potier började arbeta på Air Liquide 1981 som forsknings- och utvecklingsingenjör. Efter att ha arbetat som projektledare i Engineering and Construction Division utsågs han till Vice President för energiutveckling inom affärslinjen Large Industries. 1993 blev han direktör för strategi och organisation och 1994 fick han ansvaret för marknaderna för kemikalier, metaller och stål, olja och energi. Han utsågs till Executive Vice President för Air Liquide 1995 med ytterligare ansvar för Engineering and Construction Division och Large Industries verksamhet i Europa. Potier utsågs till senior executive vice president 1997. Han valdes till styrelsen 2000 och blev styrelseordförande i november 2001. Potier var VD och koncernchef för Air Liquide från 2006 till 2022. Han har innehaft posten som styrelseordförande för Air Liquide sedan 1 juni 2022.